# О’Шонесси, Даниэль
Даниэль Майкл О’Шонесси (англ. Daniel Michael O’Shaughnessy; род. 14 сентября 1994, Рийхимяки, Хяме) — финский профессиональный футболист ирландского происхождения, играющий за финский футбольный клуб «ХИК» и сборную Финляндии по футболу на позициях левого и центрального защитника. Он начал свою карьеру в молодёжных системах футбольных клубов «Хонка», «ХИК» и «Мец», и раскрылся в английском футболе в составе клуба «Челтнем Таун».

## Клубная карьера

### Молодёжная карьера
Играющий на позиции центрального защитника О’Шонесси начал свою карьеру в Финляндии вместе со своим братом Патриком в ФК «Хонка» и был частью молодёжной команды, за которую впечатляюще выступил во время Nike Premier Cup 2008 года. Оба брата присоединились к клубу чемпионата Финляндии «ХИК» в начале 2009 года. На следующий год Даниэль расторг контракт с резервной командой клуба, сыграв за неё 23 матча и забив 2 гола во время сезона 2011 года в третьей лиге Какконен, но упустив повышение во вторую лигу после поражения в полуфинале плей-офф от БК-46. После серии просмотров в клубах Премьер-лиги «Ливерпуль», «Манчестер Юнайтед», «Сандерленд» и клубе Шотландской Премьер-лиги «Селтик», О’Шонесси перешёл в клуб французской Лиги 2 Мец заключив контракт на два с половиной года в начале января 2012 года. Он сыграл в 40 матчах и забил один гол за резервную команду клуба, чем помог команде завоевать титул в группе C второго дивизиона первенства Франции среди любительских клубов сезона 2013/14 годов. О’Шонесси покинул Мец в конце сезона 2013/14, не сумев пробиться в первый состав команды.

### Брентфорд
О’Шонесси перешёл в клуб Чемпионшипа «Бреентфорд» на просмотр в июле 2014 года и 29 июля появился на 30 минут в предсезонном товарищеском матче с «Осасуной», в котором команда проиграла 4-0. 1 августа было объявлено, что О’Шонесси подписал двухгодичный профессиональный контракт. Он был внесён в заявку на матчи в запас на два матча Кубка Лиги в августе 2014 года, завершившихся вничью, но так и не вышел на замену, а сезон 2014/15 провёл не в основе, а в «составе развития», за который сыграл в 23 матчах и забил один гол. Сезон 2015/16 Даниэль начал в «составе развития», сыграв 13 матчей и забив один гол, прежде чем отправиться в аренду до конца сезона в конце января 2016 года. Он покинул команду в 2016 году, так и не сыграв за первую команду в Чемпионшипе за два сезона на «Гриффин Парк».

#### Брейнтри Таун (аренда)
22 сентября 2015 года О’Шонесси присоединился к клубу Национальной Лиги Брейнтри Таун на правах аренды, продлившейся месяц. Его единственное появление за клуб в матче случилось вечером того же дня, когда после первой половины игры он заменил Сэма Хабергэма в матче с «Уокингом», завершившимся победой со счётом 2:1.

#### Мидтьюлланн (аренда)
28 января 2016, О’Шонесси перешёл в клуб Датской Суперлиги Мидтьюлланн на правах аренды до конца сезона 2015/16. Он был впервые вызван в первую команду на матч лиги против «Копенгагена» 3 марта и пробыл на скамейке запасных весь матч, завершившийся поражением со счетом 1:0. После четырёх последовавших за этим попаданий в заявку в качестве запасного, О’Шонесси дебютировал в финальном матче сезона против Норшелланна, заменив Киана Хансена после 59 минут матча, завершившегося победой его команды со счётом 4-1.

### Челтнем Таун
12 июля 2016 года О’Шонесси перешёл в состав новичков Лиги 2 Челтнем Таун, заключив с ними контракт на 1 год. Во время сезона 2016/17, по итогам которого «Малиновки» едва сумели избежать вылета обратно во внелиговую часть футбольной пирамиды Англии, он сыграл 36 матчей и забил четыре гола. О’Шонесси подписал новый годичный контракт в июне 2017 года, однако во время первой половины сезона 2017/18 он оказался внизу списка выбора защитников, и 2 января 2018 года он покинул клуб За 18 месяцев на «Уэддон Роуд» О’Шонесси сыграл в 49 матчах и забил четыре гола.

### Возвращение в ХИК
2 января 2018 года О’Шонесси вернулся в Финляндию и в состав чемпионов Вейккауслиги, заключив с ХИК'ом контракт на два года, с возможностью продления на год. Он дебютировал в команде 17 февраля 2018 года в матче Кубка против КТП. Несмотря на травму колена, из-за которой он пропустил последние три месяца сезона 2018, О’Шонесси вышел на поле в 24 играх, забил в них три гола, а в его отсутствие ХИК завоевал титул чемпионов Вейккауслиги. О’Шонесси почти всегда участвовал в матчах во время сезона 2019, выйдя к его завершению в 31 матче и забив три гола. В период, когда он проходил национальную службу, О’Шонесси подписал новый двухлетний контракт в октябре 2019 года и вышел в 28 матчах сезона 2020, в котором ХИК сделал победный дубль.

## Международная карьера
О’Шонесси представлял сборную Финляндии во всех возрастных группах, начиная с U-15 до уровня U-21. Он впервые был вызван во взрослую команду в товарищеском матче против Эстонии 9 июня 2015 года, но остался на скамейке запасных во время матча, завершившегося поражением 2:0. О’Шонесси полноценно дебютировал в сборной, заменив в конце матча Вилле Яласто в проигранном со счётом 3:0 товарищеском матче со сборной Швеции в Абу-Даби 10 января 2016 года. В стартовом составе он впервые вышел через три дня в матче против сборной Исландии и сыграл все 90 минут игры, завершившейся поражением со счётом 1:0. Через два года после первого вызова во взрослую сборную, О’Шонесси в третий раз выступил за национальную сборную, выйдя во втором тайме товарищеского матча со сборной Иордании, прошедшего 11 января 2018 года и завершившегося победой со счётом 2:1. Впервые в официальном соревновательном матче он вышел в стартовом составе матча Лиги B Лиги Наций УЕФА 2020/2021 против сборной Уэльса, прошедшем 3 сентября 2020 года и завершившемся поражением со счётом 1:0. О’Шонесси был включён в состав сборной Финляндии на Евро-2020, в котором он был единственным игроком, представляющим чемпионат Финляндии.

## Личная жизнь
О’Шонесси родился в финском городе Рийхимяки в семье отца-ирландца (из Голуэя, Ирландия) и матери-финнки, обладая гражданством Финляндии и Ирландии. Его старший брат Патрик также является профессиональным футболистом.

## Статистика

### На клубном уровне
| Клуб                   | Сезон            | Лига                           | Лига | Лига | Национальный кубок | Национальный кубок | Кубок Лиги | Кубок Лиги | Европа | Европа | Другое | Другое | Итого | Итого |
| Клуб                   | Сезон            | Дивизион                       | Игры | Голы | Игры               | Голы               | Игры       | Голы       | Игры   | Голы   | Игры   | Голы   | Игры  | Голы  |
| ---------------------- | ---------------- | ------------------------------ | ---- | ---- | ------------------ | ------------------ | ---------- | ---------- | ------ | ------ | ------ | ------ | ----- | ----- |
| Клуби-04               | 2011 год         | Третья лига Какконен, Группа A | 23   | 2    | —                  | —                  | —          | —          | —      | —      | —      | —      | 23    | 2     |
| Мец Б                  | 2011/12          | ЛП1 Франции, Группа B          | 3    | 0    | —                  | —                  | —          | —          | —      | —      | —      | —      | 3     | 0     |
| Мец Б                  | 2012/13          | ЛП1 Франции, Группа A          | 20   | 0    | —                  | —                  | —          | —          | —      | —      | —      | —      | 20    | 0     |
| Мец Б                  | 2013/14          | ЛП2 Франции, Группа C          | 17   | 1    | —                  | —                  | —          | —          | —      | —      | —      | —      | 17    | 1     |
| Мец Б                  | Всего            | Всего                          | 40   | 1    | —                  | —                  | —          | —          | —      | —      | —      | —      | 40    | 1     |
| Брентфорд              | 2014/15          | Чемпионшип                     | 0    | 0    | 0                  | 0                  | 0          | 0          | —      | —      | 0      | 0      | 0     | 0     |
| Брейнтри Таун (аренда) | 2015/16          | Национальная лига              | 1    | 0    | —                  | —                  | —          | —          | —      | —      | —      | —      | 1     | 0     |
| Мидтьюлланн (аренда)   | 2015/16          | Датская Суперлига              | 1    | 0    | —                  | —                  | —          | —          | —      | —      | 0      | 0      | 1     | 0     |
| Челтнем Таун           | 2016/17          | Лига 2                         | 27   | 3    | 2                  | 0                  | 2          | 0          | —      | —      | 5      | 1      | 36    | 4     |
| Челтнем Таун           | 2017/18          | Лига 2                         | 10   | 0    | 0                  | 0                  | 1          | 0          | —      | —      | 2      | 0      | 13    | 0     |
| Челтнем Таун           | Всего            | Всего                          | 37   | 3    | 2                  | 0                  | 3          | 0          | —      | —      | 7      | 1      | 49    | 4     |
| ХИК                    | 2018             | Вейккауслига                   | 17   | 2    | 5                  | 1                  | —          | —          | 2      | 0      | —      | —      | 24    | 3     |
| ХИК                    | 2019             | Вейккауслига                   | 24   | 2    | 0                  | 0                  | —          | —          | 5      | 1      | 2      | 0      | 31    | 3     |
| ХИК                    | 2020             | Вейккауслига                   | 21   | 0    | 7                  | 2                  | —          | —          | —      | —      | —      | —      | 28    | 2     |
| ХИК                    | 2021             | Вейккауслига                   | 5    | 1    | 4                  | 0                  | —          | —          | 0      | 0      | —      | —      | 9     | 1     |
| ХИК                    | Всего            | Всего                          | 67   | 5    | 16                 | 3                  | —          | —          | 7      | 1      | 2      | 0      | 92    | 9     |
| Всего за карьеру       | Всего за карьеру | Всего за карьеру               | 169  | 11   | 18                 | 3                  | 3          | 0          | 7      | 1      | 9      | 1      | 206   | 16    |

1. 1 2  Выходов на поле в розыгрыше Трофея АФЛ
2. ↑  Выходов на поле в Лиге Чемпионов
3. ↑  3 сыгранных матча и 1 гол в Лиге Чемпионов, 2 выхода на поле в Лиге Европы
4. ↑  Выходов на поле в Европейском плей-офф Вейккауслиги

### В сборных
| Нац. сборная | Год   | Игры | Голы |
| ------------ | ----- | ---- | ---- |
| Финляндия    | 2016  | 2    | 0    |
| Финляндия    | 2018  | 1    | 0    |
| Финляндия    | 2020  | 5    | 0    |
| Финляндия    | 2021  | 2    | 0    |
| Всего        | Всего | 10   | 0    |

## Награды
Клуби-04
- Третья лига Какконен[англ.], Группа A, 2011 год[англ.]: 1 место в группе, полуфинал плей-офф за повышение в классе[4][36]

Мец Б
- Второй дивизион[англ.] первенства Франции среди любительских клубов, Группа C, 2013/14[англ.]: победа в группе, выход в Любительский чемпионат 1[4][9]

ХИК
- Вейккауслига: 2018[англ.], 2020[4][28][30]
- Кубок Финляндии: 2020[англ.][31]